# Hrubé kolo
Hrubé kolo je pravěké hradiště u Biskupic v okrese Svitavy v Pardubickém kraji. Nachází se na návrší nad východním okrajem vesnice. Pozůstatky hradiště jsou chráněny jako kulturní památka.

## Historie
Hradiště bylo osídleno v době bronzové a halštatské. Poprvé je popsal Jaroslav Mackerle v roce 1948, který získané artefakty datoval do období platěnické kultury doby halštatské. Další keramické střepy nalezené v roce 1998 pochází snad z období kultur popelnicovým polí z mladší a pozdní doby bronzové.
Ve vrcholném středověku byla lokalita využita místními správci knížecího majetku ke stavbě opěrného bodu. Když okolní krajina přešla do majetku olomouckého biskupství (roku 1262 už byla součástí jeho majetku), bylo sídlo v místech původního hradiště opuštěno.

## Stavební podoba
Ostrožna s hradištěm o rozloze 0,7 hektaru je součástí Drahanské vrchoviny. Přirozenou ochranu hradišti poskytovaly strmé svahy, ale na přístupné východní straně vzniklo opevnění v podobě příkop a valu, které chrání plochu srdčitého tvaru s rozměry 90 × 80 metrů. Stopy fortifikace jsou však patrné i na ostatních stranách. Podle Miroslava Plačka bylo pravěké hradiště opevněné jen palisádou, zatímco nízký val s příkopem jsou středověkého původu, protože val se nachází před příkopem. Val je místy téměř neznatelný a vyšší je pouze v místě přístupové šíje.